# Johnny Kidd & The Pirates
Johnny Kidd & the Pirates — британская рок-группа, образованная в 1959 году Джонни Киддом и ставшая известной благодаря хит-синглу «Shakin' All Over» (# 1 UK, 1960). Три года спустя сингл «I’ll Never Get Over You» также имел международный успех, поднявшись до 4-го места в Британии.
Группа, устраивавшая красочные шоу и выступавшая в пиратских костюмах, прессой не воспринималась всерьёз, но впоследствии приобрела репутацию недооцененных пионеров раннего рок-н-ролла.
Johnny Kidd & the Pirates прекратили своё существование после того, как Джонни Кидд погиб в автомобильной катастрофе в Ланкашире 6 октября 1966 года.
Трое участников самого известного состава группы — Мик Грин, Джонни Спенс и Франк Фарли — реформировали её уже как The Pirates, в 1978 году выпустили на EMI альбом The Rocker и продолжают выступать по сей день.

## Дискография

### Синглы
- «Please Don’t Touch»/«Growl» (1959)
- «If You Were the Only Girl in the World»/«Feelin'» (1959)
- «You Got What It Takes»/«Longin' Lips» (1960)
- «Shakin' All Over»/«Yes Sir, That’s My Baby» (1960)
- «Restless»/«Magic of Love» (1960)
- «Linda Lu»/«Let’s Talk About Us» (1961)
- «Please Don’t Bring Me Down»/«So What» (1961)
- «Hurry On Back To Love»/«I Want That» (1962)
- «A Shot of Rhythm and Blues» b/w «I Can Tell» (1962)
- «I’ll Never Get Over You»/«Then I Got Everything» (1963)
- «Hungry For Love»/«Ecstasy» (1963)
- «Always and Ever»/«Dr. Feelgood» (1964)
- «Jealous Girl»/«Shop Around» (1964)
- «Whole Lotta Woman»/«Your Cheatin' Heart» (1964)
- «The Birds and the Bees»/«Don’t Make the Same Mistake I Did» (1965)
- «Shakin' All Over '65»/«I Gotta Travel On» (1965)
- «It’s Gotta Be You»/«I Hate To Get Up In The Morning» (1966)
- «The Fool»/«Send For That Girl» (посмертно, 1966)

### Альбомы
- I’ll Never get Over You (1963)
- Rocker (1978)
- Rarities (1987)